# VID vitenskapelige høgskole
VID vitenskapelige høgskole är en norsk vetenskaplig högskola (högskola på universitetsnivå; engelska Specialized University) med huvudcampus i Oslo och andra campus i Bergen, Stavanger och Tromsø. Den är aktiv inom forskning och utbildning på alla nivåer upp till doktorsgrad i hälso- och socialvetenskap, teologi, diakoni, samhällsvetenskap, pedagogik och ledarskap. VID har omkring 50 utbildningar. Sjuksköterskeutbildningen är den största utbildningen och den traditionella kärnverksamheten. Högskolan erbjuder också studier i andra hälsoyrken och yrkesstudiet i teologi (cand.theol.).
VID är ett dotterbolag till fonden Diakonhjemmet, en oberoende diakonal institution inom Den norska kyrkan. VID grundades 2016 genom en sammanslagning av Diakonhjemmet Högskola med flera mindre högskolor med en historia tillbaka till 1843. Campus Diakonhjemmet, som är VID:s huvudkontor och största campus, ligger på Frøen i Oslo bredvid systerverksamheten Diakonhjemmet Sykehus, som också ägs av Diakonhjemmet. År 2022 hade VID omkring 6 000 studenter och 600 anställda och var Norges tredje största privata högskola.